# Kanada (Münchenbernsdorf)
Kanada ist ein kleiner Ortsteil von Münchenbernsdorf im Landkreis Greiz in Thüringen.

## Lage
Kanada ist eine Siedlung am Waldrand zwischen Kleinbernsdorf und Schöna. Kanada befindet sich an einem Nordhang an der Landesstraße 1078 von Großsaara nach Münchenbernsdorf. Südlich liegen Bocka und Hundhaupten. Der Wasserspeicher Schöna befindet sich unweit nordöstlich des Dorfes.

## Geschichte
Rückkehrer bauten im Jahre 1930 kleine Holzhäuser an oben genannter Stelle. Die Leute der Umgebung sagten: Dort sieht es aus wie in Kanada. Schon hatte die Ansiedlung einen Namen. Momentan stehen dort am Waldesrand acht Häuser, die von 21 Personen bewohnt sind.
„Ein Ortsschild hatte Kanada nie – bis zum Sommer 1997. Von der kanadischen Botschaft in Düsseldorf wurde das erste Ortseingangsschild von Kanada gesponsert.“